# Bertran II de Provença
Per Bertran II de Provença i I de Sant Gèli i de Trípòli, vegeu Bertran de Sant Gèli
Bertran II de Provença (? - 1093), marquès de Provença (1063-1093). A vegades apareix com Bertran I, ve perquè un altre Bertran I era de la línia d'Avinyó, marquesos de Provença o bé perquè en la línia menor o comtal el Bertran I fou de fet Folc Bertran de Provença que no compta com un Bertran.

## Orígens familiars
Segon fill del comte Guifré o Jofré I de Provença i Dolça de Gavaldà. Era net per línia paterna del comte Guillem II de Provença i Gerberga de Borgonya, i per línia materna del comte Bertran II de Gavaldà.

## Biografia
Se l'esmenta ja el 1057 en una donació que van fer els seus pares en favor de l'abadia de Sant Víctor de Marsella; però no va succeir al seu pare fins al 1062 o 1063. A la seva pujada al poder el comtat estava debilitat. Va traslladar la capital d'Arle a Tarascon (1063) i com que no podia garantir la pau i seguretat, el 1065 va demanar a les més poderoses famílies arlesianes d'assegurar els béns de l'abadia de Sant Víctor de Marsella. També va tenir dificultats per exercir la justícia com a comte; un escrivà de l'abadia de Montmajor escrivia el 1067: "ja no hi ha ni duc ni marquès per aplicar recta justícia".
A finals dels anys 1070 en el marc de la querella de les Investidures, Bertran II es va oposar a l'arquebisbe d'Arle, Aicard. L'arquebisbe no era només un cap eclesiàstic sinó també un poderós senyor feudal; comte i arquebisbe es van enfrontar durant anys; Aicard va nomenar a Bermond com a abat de Montmajor i el comte s'hi oposava; després Aicard va fer aliança (1076) amb el comte de Sant Gèli Bertran I que estava excomunicat pel papa i era rival de Bertran II de Provença; el comte temia la potència dels arquebisbes i de la seva família que eren vescomtes de Marsella; el 1078, Bertran II va buscar el suport del papa acusant Aicard de simonia, i el 1081 es va posar sota sobirania del papa i va rebutjar els llaços de vassallatge amb el Sacre Imperi Romanogermànic i el seu emperador Enric IV; això va suposar l'hostilitat de la ciutat d'Arle el poble de la qual, el clergat i les famílies dels Baus i els Porcelet, donaven suport a l'arquebisbe Aicard que tenia a més a més el suport de la seva família (vescomtes de Marsella) i dels comtes de Sant Gèli, Bertran I i després Ramon IV de Tolosa (que va governar des d'una data desconeguda posterior al 1081). Els vescomtes de Marsella van abandonar el vassallatge al comte a partir de 1079.
Va morir el 1093. Aicard tot i la condemna papal per simonia i l'oposició del comte, va restar arquebisbe probablement fins que va marxar a Terra Santa el 1098 i fins llavors el successor designat el 1080, Gebelí, no va poder prendre possessió. Com que segons les normes successòries a la seva mort el 1093 la seva filla ja estava casada i havia estat dotada, la successió va passar a la seva germana Gerberga, mentre que el títol de marquès fou agafat per Ramon de Sant Gèli (Ramon IV de Tolosa) comte i marques de Provença de la branca major o vella.

## Núpcies i descendents
Es casà amb una donzella anomenada Matilde o Mafalda de Pulla-Calàbria, amb la que va tenir una filla:
- Cecília de Provença, casada el 1083 amb Bernat Ató IV de Trencavell vescomte de Carcassona, Rasès, Besiers, Agde, Albi i Nimes, pretendent de Provença.

A la seva mort el 1093 fou succeït per la seva germana petita Gerberga de Provença.